# 片岡裕太
片岡裕太（かたおか　ゆうた、1994年10月4日 ）は、熊本県出身の元サッカー選手、サッカー指導者。現役時代はMFとFWの両方のポジションをこなす万能タイプの選手であった。JFA認定C級指導者。

## 来歴
熊本県熊本市出身、熊本アクアSCから、ロアッソ熊本ジュニアユース、ロアッソ熊本ユースを経て、鹿屋体育大学に進学した。大学卒業後は指導者テクニカルスタッフとして映像分析やチームの指導に当たっている。
2017年1月16日、カマタマーレ讃岐のテクニカルスタッフに就任。2019年12月カマタマーレ讃岐を契約満了となり退任となった。
その後は、徳島ヴォルティスジュニアコーチ、アカデミーidpコーチを務めている

## エピソード
ロアッソ熊本ユース２期生であり、同期にはロアッソ熊本トップ昇格を果たした森川泰臣と同じくカマタマーレ讃岐でＪリーグ選手となった赤星雄祐がいるほか、海外でサッカーを続けている河野公寿やロアッソ熊本普及コーチとなった北原亮など多くの優れた同期がいる。

## 所属クラブ
- 1997年 - 2003年　熊本アクアSC
- 2004年 - 2007年　ロアッソ熊本ジュニアユース
- 2008年 - 2011年　ロアッソ熊本ユース
- 2012年 - 2016年　鹿屋体育大学

## 指導歴
- 2017 - 2019年 カマタマーレ讃岐　トップチームテクニカルスタッフ[2]
- ２０１９年～徳島ヴォルティスアカデミーコーチ